# Malik al-Ashtar
Malik al-Ashtar (arabiska: مالك الأشتر), även känd som Malik ibn al-Harith al-Nakha'i, var en av de mest lojala följeslagarna till den förste shiaimamen Ali ibn Abi Talib. Malik al-Ashtar blev muslim under den islamiske profeten Muhammeds tid och sedan dess förblev han en entusiastisk och lojal anhängare till Muhammeds familj och hashimiterna. Han steg till en framträdande position under Ali ibn Abi Talibs kalifat och deltog i flera strider, såsom Kamelslaget och Slaget vid Siffin.
I boken Nahj al-Balagha finns det ett brev med Imam Alis instruktioner till Malik al-Ashtar. Detta brev har även översatts till svenska.